# イノベーション・環境局
イノベーション・環境局（イノベーション・かんきょうきょく）は、経済産業省の内部部局の一つ。産業技術政策、標準、環境などを所管する。2001年1月6日の中央省庁再編に際して、旧基礎産業局、旧機械情報産業局、旧生活産業局、旧環境立地局を再編し、産業技術環境局が発足した。2024年7月1日、イノベーション・環境局に再編。

## 所掌業務
経済産業省組織令第7条では、以下の事務をイノベーション・環境局の所掌事務と定めている。
1. 経済産業省の所掌に係るイノベーションの創出に関する総合的な政策の企画及び立案並びに推進に関すること。
2. 経済産業省の所掌に係るイノベーションの創出に関する事務の総括に関すること。
3. 経済産業省の所掌事務に関するイノベーションの創出に関する調査に関する事務の総括に関すること。
4. 経済産業省の所掌事務に関するイノベーションの創出に関する総合的な調査に関すること。
5. 経済産業省の所掌に係る技術に関する事務の総括に関すること。
6. 経済産業省の所掌に係る技術に関する政策の評価に関すること。
7. 経済産業省の所掌事務に関する技術に関する調査に関する事務の総括に関すること。
8. 経済産業省の所掌事務に関する技術に関する総合的な調査に関すること。
9. 民間における技術の開発に係る環境の整備に関すること（特許庁の所掌に属するものを除く。）。
10. 鉱工業の科学技術に関する総合的な政策に関すること。
11. 鉱工業の科学技術に関する研究及び開発の技術指導及び助成並びにその成果の普及に関すること。
12. 鉱工業の科学技術に関する研究及び開発並びに企業化の促進に必要な施設及び設備の整備に関すること。
13. 前三号に掲げるもののほか、鉱工業の科学技術の進歩及び改良並びにこれらに関する事業の発達、改善及び調整に関すること。
14. 経済産業省の所掌に係る基準・認証制度（技術上の基準及び当該基準に対する適合性の確認に関する手続を定めた制度をいう。以下同じ。）に関する総合的な政策の企画及び立案並びに推進に関すること。
15. 産業標準の整備及び普及その他の産業標準化に関すること。
16. 計量の標準の整備及び適正な計量の実施の確保に関すること（資源エネルギー庁の所掌に属するものを除く。）。
17. 地質の調査及びこれに関連する業務を行うこと。
18. 経済産業省の所掌に係る産業公害の防止対策の促進に関する総合的な政策の企画及び立案並びに推進に関すること。
19. 経済産業省の所掌事務に係る資源の有効な利用の確保に関する総合的な政策の企画及び立案並びに推進に関すること。
20. 経済産業省の所掌に係る環境の保全に関する事務の総括に関すること。
21. 経済産業省の所掌に係る環境と調和のとれた事業活動の促進に関する総合的な政策の企画及び立案並びに推進に関すること。
22. 経済産業省の所掌に係る地球環境保全に関する対策の促進に関する総合的な政策の企画及び立案並びに推進に関すること。
23. 経済産業省の所掌に係る脱炭素成長型経済構造（脱炭素成長型経済構造への円滑な移行の推進に関する法律（令和五年法律第三十二号）第二条第一項に規定する脱炭素成長型経済構造をいう。第十二条第六項及び第六十四条の二において同じ。）への円滑な移行の推進に関すること。
24. 経済産業省の所掌に係る事業の産業廃棄物に関する対策の促進に関する総合的な政策の企画及び立案並びに推進に関すること。
25. 特定工場における公害防止組織の整備に関する法律（昭和四十六年法律第百七号）の施行に関すること。
26. 資源の有効な利用の促進に関する法律（平成三年法律第四十八号）の施行に関すること。
27. 産業廃棄物の処理に係る特定施設の整備の促進に関する法律（平成四年法律第六十二号）の施行に関すること。
28. 自動車から排出される窒素酸化物及び粒子状物質の特定地域における総量の削減等に関する特別措置法（平成四年法律第七十号）の施行に関すること。
29. 特定有害廃棄物等の輸出入等の規制に関する法律（平成四年法律第百八号）の施行に関すること（輸出移動書類（同法第五条第一項に規定する輸出移動書類をいう。以下同じ。）及び輸入移動書類（同法第九条第一項に規定する輸入移動書類をいう。以下同じ。）に関することを除く。）。
30. 容器包装に係る分別収集及び再商品化の促進等に関する法律（平成七年法律第百十二号）の施行に関すること。
31. 特定家庭用機器再商品化法（平成十年法律第九十七号）の施行に関すること。
32. 食品循環資源の再生利用等の促進に関する法律（平成十二年法律第百十六号）の施行に関すること。
33. 使用済小型電子機器等の再資源化の促進に関する法律（平成二十四年法律第五十七号）の施行に関すること。
34. プラスチックに係る資源循環の促進等に関する法律（令和三年法律第六十号）の施行に関すること。
35. 国立研究開発法人新エネルギー・産業技術総合開発機構の組織及び運営一般に関すること。
36. 国立研究開発法人産業技術総合研究所の組織及び運営一般に関すること。
37. 独立行政法人製品評価技術基盤機構の組織及び運営一般に関すること。
38. 国立研究開発法人審議会の庶務に関すること。
39. 計量行政審議会の庶務に関すること。

## 組織
- 業務管理官室
- 総務課
  - イノベーション政策上席企画調整官
  - イノベーション推進政策企画室
  - 成果普及・連携推進室
  - 産業技術法人室
  - 国際室
- イノベーション政策課
  - イノベーション推進制度企画調整官
  - フロンティア推進室
  - 量子産業室
  - 大学連携推進室
- イノベーション創出新事業推進課
  - スタートアップ推進室
  - スタートアップ国際連携企画調整官
- 研究開発課
  - 研究開発調整官
  - 研究開発企画調整官
- 基準認証政策課
  - 国際連携担当調整官
  - 知的基盤整備推進官
  - 基準認証調査広報室
  - 計量行政室
- 国際標準課
  - 国際標準化調整官
- 国際電気標準課
- GXグループ
  - 環境政策課
    - GX推進企画室
    - 地球環境対策室

  - 参事官
    - 環境金融室
    - 環境金融企画調整官

  - 脱炭素成長型経済構造移行投資推進課
    - エネルギー・環境イノベーション戦略室

  - 資源循環経済課
    - 環境管理推進室

## その他
- 平成28年の人事で、農林水産省との局長級の人事交流が行われ、末松広行が局長に就任した[2]。